# Prix Deutsche Börse
 (avril 2024).
Si vous disposez d'ouvrages ou d'articles de référence ou si vous connaissez des sites web de qualité traitant du thème abordé ici, merci de compléter l'article en donnant les références utiles à sa vérifiabilité et en les liant à la section « Notes et références ».
Le prix Deutsche Börse est un prix décerné tous les ans par la fondation Deutsche Börse à un photographe qui a eu une contribution notable en photographie en Europe durant l'année. Le prix a été créé en 1996. Deutsche Börse parraine ce prix depuis 2005.

## Lauréats

### Prix Citigroup Photography (1997–2004)
- 1997 : Richard Billingham
- 1999 : Rineke Dijkstra
- 2000 : Anna Gaskell
- 2001 : Boris Mikhailov
- 2002 : Shirana Shahbazi
- 2003 : Juergen Teller
- 2004 : Joel Sternfeld

### Prix Deutsche Börse (depuis 2005)
- 2005 : Luc Delahaye
- 2006 : Robert Adams
- 2007 : Walid Raad
- 2008 : Esko Männikkö
- 2009 : Paul Graham
- 2010 : Sophie Ristelhueber
- 2011 : Jim Goldberg
- 2012 : John Stezaker
- 2013 : Adam Broomberg et Oliver Chanarin (en)
- 2014 : Richard Mosse
- 2015 : Mikhael Subotzky et Patrick Waterhouse
- 2016 : Trevor Paglen
- 2017 : Dana Lixenberg
- 2018 : Luke Willis Thompson
- 2019 : Susan Meiselas